# Кочетков, Владислав Павлович
Владислав Павлович Кочетков (19.11.1936 — ?) — конструктор ракетной техники, лауреат Государственной премии СССР (1969).
Окончил МВТУ имени Н. Э. Баумана (1959) по специальности «Гироскопические приборы и устройства».
С 1959 по 1974 год работал в НИИ Прикладной механики.
Лауреат Государственной премии СССР 1969 года — за участие в разработке орбитальной ракеты Р 360.
В 1977 г. окончил факультет экономистов-международников Академии внешней торговли. В 1977—1980 гг. начальник отдела Управления международных организаций ГКНТ.
С 1980 по 1997 г. ответственный сотрудник сектора науки Секретариата, руководитель отдела науки и технологии  ЮНЕСКО (Париж). Возглавлял программу ЮНЕСКО «Наука, техника и общество». С 1997 г. консультант ЮНЕСКО.